# Championnats de France de natation 2018
Navigation
Schiltigheim 2017 Rennes 2019
Les Championnats de France de natation 2018 se sont tenus du 22 au 27 mai à Saint-Raphaël. 
Cette édition permet également aux meilleurs athlètes de se qualifier pour les Championnats d'Europe de natation 2018 qui ont lieu à Glasgow.

## Podiums

### Hommes
| Discipline   | Médaille d'or                   | Performance    | Médaille d'argent               | Performance    | Médaille de bronze        | Performance    |
| Nage libre   |                                 |                |                                 |                |                           |                |
| 50 m         | Yonel Govindin                  | 22 s 13        | Maxime Grousset                 | 22 s 14        | Clément Mignon            | 22 s 72        |
| 100 m        | Mehdy Metella                   | 48 s 43        | Jérémy Stravius                 | 48 s 90        | Maxime Grousset           | 49 s 57        |
| 200 m        | Alexandre Derache               | 1 min 48 s 35  | Jordan Pothain                  | 1 min 48 s 76  | Roman Fuchs               | 1 min 49 s 00  |
| 400 m        | David Aubry                     | 3 min 48 s 81  | Logan Fontaine                  | 3 min 50 s 13  | Roman Fuchs               | 3 min 50 s 44  |
| 800 m        | David Aubry                     | 7 min 50 s 09  | Damien Joly                     | 7 min 57 s 83  | Joris Bouchaut            | 8 min 01 s 61  |
| 1 500 m      | David Aubry                     | 15 min 01 s 85 | Damien Joly                     | 15 min 03 s 61 | Logan Fontaine            | 15 min 13 s 41 |
| Papillon     |                                 |                |                                 |                |                           |                |
| 50 m         | Mehdy Metella                   | 23 s 63        | Maxime Grousset                 | 23 s 64        | Pierre Henry Arrenous     | 24 s 09        |
| 100 m        | Mehdy Metella                   | 51 s 92        | Pierre Henry Arrenous           | 52 s 61        | Nans Roch                 | 53 s 26        |
| 200 m        | Jordan Coelho                   | 1 min 58 s 52  | Nans Roch                       | 1 min 59 s 45  | Matthias Marsau           | 2 min 00 s 78  |
| Dos          |                                 |                |                                 |                |                           |                |
| 50 m         | Jérémy Stravius                 | 25 s 01        | Maxence Orange                  | 25 s 45        | Paul-Gabriel Bedel        | 25 s 47        |
| 100 m        | Stanislas Huille                | 54 s 39        | Paul-Gabriel Bedel              | 54 s 45        | Maxence Orange            | 54 s 48        |
| 200 m        | Geoffroy Mathieu                | 1 min 58 s 84  | Maxence Orange                  | 1 min 58 s 96  | Paul-Gabriel Bedel        | 1 min 59 s 53  |
| Brasse       |                                 |                |                                 |                |                           |                |
| 50 m         | Théo Bussière                   | 27 s 80        | Thomas Oswald                   | 28 s 38        | Thibaut Capitaine         | 28 s 52        |
| 100 m        | Théo Bussière                   | 59 s 46        | Thibaut Capitaine               | 1 min 01 s 86  | Antoine Viquerat          | 1 min 02 s 08  |
| 200 m        | Thomas Boursac Cervera Lortet   | 2 min 13 s 78  | Antoine Marc                    | 2 min 13 s 93  | Antoine Viquerat          | 2 min 14 s 03  |
| 4 nages      |                                 |                |                                 |                |                           |                |
| 200 m        | Guillaume Laure                 | 2 min 02 s 51  | Geoffrey Renard                 | 2 min 02 s 81  | Théo Berry                | 2 min 03 s 12  |
| 400 m        | Samy Helmbacher                 | 4 min 20 s 70  | Mathis Castera                  | 4 min 22 s 26  | Antoine Marc              | 4 min 23 s 47  |
| Relais       |                                 |                |                                 |                |                           |                |
| 4 × 100 m NL | Amiens Métropole Natation       | 3 min 19 s 12  | Cercle des nageurs de Marseille | 3 min 19 s 58  | Olympic Nice Natation     | 3 min 19 s 77  |
| 4 × 200 m NL | Amiens Métropole Natation       | 7 min 20 s 48  | Cercle des nageurs de Marseille | 7 min 23 s 58  | Dauphins du TOEC          | 7 min 29 s 14  |
| 4 × 100 4N   | Cercle des nageurs de Marseille | 3 min 38 s 72  | Olympic Nice Natation           | 3 min 40 s 86  | Amiens Métropole Natation | 3 min 42 s 96  |

### Femmes
| Discipline   | Médaille d'or                  | Performance    | Médaille d'argent     | Performance    | Médaille de bronze           | Performance    |
| Nage libre   |                                |                |                       |                |                              |                |
| 50 m         | Charlotte Bonnet               | 24 s 78        | Anouchka Martin       | 25 s 24        | Léna Bousquin                | 25 s 43        |
| 100 m        | Charlotte Bonnet               | 52 s 74        | Marie Wattel          | 53 s 53        | Margaux Fabre                | 54 s 48        |
| 200 m        | Charlotte Bonnet               | 1 min 55 s 53  | Marie Wattel          | 1 min 58 s 18  | Margaux Fabre                | 1 min 58 s 47  |
| 400 m        | Fantine Lesaffre               | 4 min 12 s 84  | Margaux Fabre         | 4 min 14 s 02  | Alizée Morel                 | 4 min 18 s 17  |
| 800 m        | Fantine Lesaffre               | 8 min 44 s 31  | Julie Berthier        | 8 min 46 s 49  | Lara Grangeon                | 8 min 49 s 61  |
| 1 500 m      | Lara Grangeon                  | 16 min 35 s 91 | Julie Berthier        | 16 min 41 s 15 | Lisa Pou                     | 16 min 50 s 01 |
| Papillon     |                                |                |                       |                |                              |                |
| 50 m         | Mélanie Henique                | 25 s 71        | Marie Wattel          | 26 s 16        | Charlotte Bonnet             | 26 s 20        |
| 100 m        | Marie Wattel                   | 58 s 35        | Margaux Fabre         | 59 s 85        | Laurine Del'Homme            | 1 min 01 s 02  |
| 200 m        | Lara Grangeon                  | 2 min 12 s 53  | Juliette Marchand     | 2 min 16 s 36  | Camille Wishaupt             | 2 min 18 s 36  |
| Dos          |                                |                |                       |                |                              |                |
| 50 m         | Béryl Gastaldello              | 27 s 97        | Mathilde Cini         | 28 s 29        | Camille Gheorghiu            | 28 s 64        |
| 100 m        | Mathilde Cini                  | 1 min 00 s 45  | Louise Lefebvre       | 1 min 01 s 97  | Camille Gheorghiu            | 1 min 02 s 15  |
| 200 m        | Mathilde Cini                  | 2 min 14 s 05  | Cyrielle Duhamel      | 2 min 14 s 60  | Louise Lefebvre              | 2 min 14 s 74  |
| Brasse       |                                |                |                       |                |                              |                |
| 50 m         | Fanny Deberghes                | 31 s 66        | Solène Gallego        | 32 s 13        | Carmella Kitching            | 32 s 18        |
| 100 m        | Fanny Deberghes                | 1 min 08 s 29  | Solène Gallego        | 1 min 09 s 57  | Camille Mallet               | 1 min 10 s 10  |
| 200 m        | Fantine Lesaffre               | 2 min 26 s 76  | Fanny Deberghes       | 2 min 27 s 09  | Camille Dauba                | 2 min 30 s 15  |
| 4 nages      |                                |                |                       |                |                              |                |
| 200 m        | Fantine Lesaffre               | 2 min 12 s 26  | Cyrielle Duhamel      | 2 min 12 s 68  | Camille Dauba                | 2 min 18 s 25  |
| 400 m        | Fantine Lesaffre               | 4 min 38 s 98  | Cyrielle Duhamel      | 4 min 41 s 14  | Lara Grangeon                | 4 min 44 s 16  |
| Relais       |                                |                |                       |                |                              |                |
| 4 × 100 m NL | Montpellier Métropole Natation | 3 min 45 s 75  | Canet 66 natation     | 3 min 47 s 00  | Stade Béthune Pélican Club   | 3 min 48 s 52  |
| 4 × 200 m NL | Dauphins du TOEC               | 8 min 16 s 36  | CN Brest              | 8 min 17 s 50  | CN Chalon-sur-Saône          | 8 min 27 s 39  |
| 4 × 100 m 4N | Montpellier Métropole Natation | 4 min 08 s 28  | Olympic Nice Natation | 4 min 12 s 71  | Cercle des nageurs d'Antibes | 4 min 17 s 49  |